# Naenia albifusa
Naenia albifusa är en fjärilsart som beskrevs av Edward Alfred Cockayne 1942. Naenia albifusa ingår i släktet Naenia och familjen nattflyn. Inga underarter finns listade i Catalogue of Life.